# ジャン・ドロースト
ジャン・ドロースト（Jean Droste、1994年1月21日 - ）は、南アフリカ共和国のラグビーユニオン選手。

## プロフィール
- 南アフリカ共和国プレトリア出身。
- ポジションはロック(LO)。
- 身長 200cm、体重 108kg
- ニックネームはジェイディー。

## 略歴
アフリカーンス高校、プレトリア大学、シャークスを経て、2018年、クボタスピアーズ(現・クボタスピアーズ船橋・東京ベイ)に加入。同年9月22日に行われたジャパンラグビートップリーグ第4節のHonda HEAT戦にて途中出場で日本での公式戦初出場を果たす。
2019年、クボタスピアーズを退団した。
2020年、NECグリーンロケッツ(現・NECグリーンロケッツ東葛)に加入するも、同年に退団。その後チーターズを経て、2021年、宗像サニックスブルースに加入。